# Tantilla excelsa
Tantilla excelsa — вид змій родини полозових (Colubridae). Ендемік Гондурасу. Описаний у 2017 році.

## Поширення і екологія
Tantilla excelsa мешкають в департаменті Атлантида на півночі Гондурасу. Вони живуть у вологих тропічних лісах на рівнинах і в передгір'ях, трапляються на кавових плантаціях. Зустрічаються на висоті від 30 до 700 м над рівнем моря.